# Пирмазенс (футбольный клуб)
«Пирмазенс» (FK Pirmasens) — немецкий футбольный клуб, базирующийся в одноимённом городе в федеральной земле Рейнланд-Пфальц.

## История

### Первые успехи (1903–1945)
«Футбольный клуб Пирмазенс» был основан в 1903 году на фоне того, что в городе к 1900 году уже имелось 17 спортивных союзов, и среди них ни одного футбольного. Отказ гимнастического союза «Пирмазенс 1863» создать футбольное подразделение привёл к рождению самостоятельного футбольного клуба. В любительском футболе Юго-Западной Германии клуб заработал себе громкое имя. С 1930 по 1933 год бело-голубые были всегда представлены в финальном раунде чемпионата Южной Германии, с 1934 по 1936 они были три раза призёрами Гаулиги Юго-запада. Из неё они вылетели только в 1942, после поражения от «Кайзерслаутерна» 0:26. Начало войны стоило клубу потери многих игроков.

### В шаге от золота (1946–1963)
С сезона 1946/47 и до роспуска Оберлиги «Юго-Запад» в 1963 году «Пирмазенс» был её постоянным участником. В сводной таблице лиги он занимает второе место после «Кайзерслаутерна». В 1954 году «Пирмазенс» занял второе место с 51 (из 60) очком, на одно очко отстав от «Кайзерслаутерна», делегировавшего нескольких игроков на чемпионат мира, принёсший золото Германии. От «Пирмазенса» на том чемпионате был один игрок — вратарь Хайнц Кубш. В 1958 году они выиграли Оберлигу «Юго-Запад» с минимальным отрывом от «Кайзерслаутерна» и вышли в финальную часть, где сыграв вничью с «Кёльном» и «Нюрнбергом», проиграли «Гамбургу», который и вышел в финал из их группы. Годом позже снова победа в своей Оберлиге вывела их в финальную группу, где были крупные победы над «Кёльном» и «Вердером». Однако поражение от «Айнтрахта» снова лишило «Пирмазенс» финала. В 1960 году в жёсткой конкуренции с «Боруссией» Нойнкирхен снова была победа. В финальной группе «Пирмазенс» однако набрал лишь 1 очко и оказался на последнем месте. При образовании единой Бундеслиги в 1963 году от Юго-Запада туда вошли «Кайзерслаутерн» и «Саарбрюккен». «Пирмазенс» отправился в Региональную лигу.

### Бесплодные попытки (1963–1974)
Следующие 11 сезонов клуб проводит в Региональной лиге «Юго-Запад», где регулярно занимает высокие места, в 1966 году становится её чемпионом, но в Бундеслигу так и не попадает, регулярно терпя неудачи в переходных турнирах.

### Путь вниз (1974–1978)
После создания двух зон Второй Бундеслиги, «Пирмазенс» оказался в южной и в первый же сезон стал вторым, заслужив право на стыковые матчи со вторым местом северного дивизиона — «Байером» (Юрдинген). В первом домашнем матче, имея почти целый тайм численное преимущество, они не сумели отстоять победу: 4:4, во втором были разгромлены 0:6. Слабым утешением явился вылет «Байера» на следующий год из Бундеслиги. В каждом следующем сезоне итоговое место оказывалось всё хуже. В 1978 «Пирмазенс» провалился, проиграв 10 стартовых матчей и в итоге набрав всего 6 очков с одной победой и разностью мячей 25-120.

### Региональный уровень (1978–н.в.)
С 1978 клуб почти непрерывно обретается в Оберлиге «Юго-Запад». Низшей точкой было падение в Ландеслигу в 1993–1995 годах. Но дважды клуб выходил в Региональную лигу, и оба раза терпел там неудачу. В 2010 «Пирмазенс» выиграл Кубок Юго-Запада, получив право играть в первом раунде Кубка Германии. После первого тайма игры с леверкузенским «Байером» счёт был вполне приличным: 0:1, но во втором произошло избиение с итогом 1:11.

## Достижения клуба
- Чемпион Бециркслиги Саар (высшая лига): 1930—1933
- Обладатель Кубка региона Рейн-Майна-Саар: 1952
- Обладатель Кубка Юго-Восточной Германии, полуфиналист Кубка Германии: 1956
- Чемпион Оберлиги Юго-Запад, участник финала чемпионата Германии: 1958—1960
- Полуфинал Кубка Германии: 1960
- Участник стыков за право играть в Бундеслиге: 1964, 1966, 1970, 1971
- Вице-чемпион 2-й бундеслиги Юг, неудача в стыковых матчах с «Байером» (Юрдинген) за право играть в Бундеслиге: 1975
- Чемпион Оберлиги Юго-Запад, обладатель Кубка союза: 1999, 2006
- Обладатель Кубка Юго-Восточного футбольного союза Германии: 2010